# Jan Janout
Jan Janout (21. května 1893, Třeboň – 24. března 1945, České Budějovice) byl český námořník a voják. Je čestný občan města Třeboně.
Jan Janout byl původem z jihočeské Třeboně. Později působil na jedné z lodí rakousko-uherského námořnictva, které byly dislokovány v Boce Kotorské. Účastnil se vzpoury v roce 1918. V meziválečném období pracoval jako strojník v místním pivovaru.
Za druhé světové války byl činný v komunistickém odboji. Následně byl zajat gestapem, zemřel jen několik měsíců před koncem války – při náletu amerického letectva na České Budějovice se na něj zřítila budova, ve které byl držen ve vazbě. Po smrti obdržel Československý válečný kříž 1939.